# Wet administratieve lastenverlichting en vereenvoudiging in socialeverzekeringswetten
De Wet administratieve lastenverlichting en vereenvoudiging in socialeverzekeringswetten is een Nederlandse wet. De genoemde officiële citeertitel wordt ook wel afgekort tot Walvis. Het belangrijkste doel van Walvis is vereenvoudiging van wet- en regelgeving voor de verplichte werknemersverzekeringen. Om dit doel te bereiken heeft de overheid verschillende stappen ondernomen:
- Vereenvoudiging van het loonbegrip.
- Vereenvoudiging van de vaststelling van het uitkeringsdagloon.
- De polisadministratie (hierin worden de door de werkgever verstrekte gegevens opgeslagen) in combinatie met nieuwe loonaangifte vanaf 1 januari 2006.
- De nieuwe heffingsystematiek.
- Daarnaast wordt door de Wet financiering sociale verzekeringen (Wfsv) met name de taakverdeling tussen UWV en Belastingdienst eenduidiger. UWV is houder van de Polisadministratie, terwijl voor werkgevers de Belastingdienst het enige aanspreekpunt is.

De wet Walvis heeft aanleiding gegeven tot een automatiseringsdebacle: door niet functioneren van de keten Belastingdienst naar UWV (Polisadministratie) is een deel van de gegevens over 2006 verloren gegaan, met als gevolg dat in juni 2007 aan 108.000 werkgevers door de Belastingdienst gevraagd is opnieuw aangifte te doen over het jaar 2006. Over het jaar 2007 is dit aantal gereduceerd tot ca. 32.000, wat laat zien dat de problemen nog niet volledig zijn opgelost. Ook de kerntaak van de polisadministratie, het automatisch vaststellen van uitkeringen, moet nog worden gerealiseerd.